# Robert Greig
Robert Greig (* 27. Dezember 1879 in Melbourne; † 27. Juni 1958 in Los Angeles, Kalifornien) war ein australischer Schauspieler, der vor allem in Hollywood-Komödien der 1930er- und 1940er-Jahre auftrat, besonders häufig in seiner Paraderolle als Butler.

## Leben und Karriere
Robert Greig wurde 1879 im australischen Melbourne geboren. Nach einer langen Theaterkarriere in ganz Australien siedelte er in den 1920er-Jahren in die Vereinigten Staaten um, wo er 1928 sein Broadway-Debüt in der Operette Countess Maritza absolvierte. Anschließend spielte er im Musical Animal Crackers neben den Marx Brothers eine Nebenrolle als wichtigtuerischer Butler Hives. Um diese Rolle in der gleichnamigen Verfilmung mit den Marx Brothers erneut zu repräsentieren, zog Greig im Jahre 1930 nach Hollywood. Die Rolle des Butlers Hives sollte prägend für seine weitere Filmkarriere sein, in der er immer wieder als komödiantischer Butler oder Bediensteter besetzt wurde, so beispielsweise als Diener von Kay Francis in Ärger im Paradies (1932) unter Regie von Ernst Lubitsch. Im selben Jahr spielte der großgewachsene, korpulente Charakterdarsteller mit „der Stimme eines Blasebalgs und dem Gesicht eines Ochsenfrosches“ erneut mit den Marx Brothers als Biologieprofessor in Blühender Blödsinn
Außerhalb des „Butler-Klischees“ verkörperte er unter anderem einen britischen Lord in Henry Kings Filmdrama Signale nach London (1936) sowie den Onkel von Irene Dunne in der Screwball-Komödie Theodora wird wild (1936). Im Drama Algiers war Greig 1938 als wohlhabender Beschützer von Hedy Lamarrs Figur zu sehen. Insgesamt blieben seine Rollen meist klein, nur gelegentlich hatte der Schauspieler die Chance auf größere Auftritte. Im Kurzfilm Jitters the Butler von 1932 übernahm er allerdings einmal sogar eine Hauptrolle. Mit Beginn der 1940er-Jahre wurde Greig Mitglied der inoffiziellen Preston Sturges "stock company" of character actors, einer Gruppe von Charakterdarstellern, die Regisseur Preston Sturges regelmäßig in seinen Filmen einsetzte. So spielte er unter anderem den Butler von Joel McCrea in Sullivans Reisen (1941) sowie das Mitglied einer exzentrischen Jagdgesellschaft in Atemlos nach Florida (1942), beide Male unter Regie von Sturges. Ende der 1940er-Jahre beendete Greig seine Schauspielkarriere nach über 100 Filmen, knapp zehn Jahre später starb er mit 78 Jahren.

## Filmografie (Auswahl)
- 1930: Paramount on Parade
- 1930: Animal Crackers
- 1932: Ärger im Paradies (Trouble in Paradise)
- 1932: Blühender Blödsinn (Horse Feathers)
- 1932: Ein Dieb mit Klasse (Jewel Robbery)
- 1932: Schönste, liebe mich (Love Me Tonight)
- 1932: Die Sklavin der schwarzen Geier (Robbers’ Roost)
- 1932: Jitters the Butler
- 1933: Midnight Mary
- 1933: Der Boß ist eine schöne Frau (Female)
- 1934: Madame Dubarry (Madame Du Barry)
- 1934: Das Mädel aus der Unterwelt (Upperworld)
- 1934: Stingaree
- 1935: Folies Bergère de Paris
- 1935: The Gay Deception
- 1935: Kampf um Indien (Clive of India)
- 1935: Die Elenden (Les Misérables)
- 1935: Das Zeichen des Vampirs (Mark of the Vampire)
- 1935: Der Polizeibericht meldet … (Woman Wanted)
- 1936: Kein Alibi für den Staatsanwalt (The Unguarded Hour)
- 1936: Signale nach London (Lloyd’s of London)
- 1936: Kleinstadtmädel (Small Town Girl)
- 1936: Sonnenscheinchen (Stowaway)
- 1936: Rose-Marie
- 1936: Die Teufelspuppe (The Devil Doll)
- 1936: Theodora wird wild (Theodora Goes Wild)
- 1936: Der große Ziegfeld (The Great Ziegfeld)
- 1937: Mein Leben in Luxus (Easy Living)
- 1938: Die Abenteuer des Marco Polo (The Adventures of Marco Polo)
- 1938: Algiers
- 1938: Lebenskünstler (You Can’t Take It with You)
- 1939: Way Down South
- 1939: Trommeln am Mohawk (Drums Along the Mohawk)
- 1939: Der Henker von London (Tower of London)
- 1940: Keine Zeit für Komödie (No Time for Comedy)
- 1940: Der Dieb von Bagdad (The Thief of Bagdad)
- 1941: Sullivans Reisen (Sullivan's Travels)
- 1941: Die Falschspielerin (The Lady Eve)
- 1942: Arabische Nächte (Arabian Nights)
- 1942: Atemlos nach Florida (The Palm Beach Story)
- 1942: Abenteuer in der Südsee (Son of Fury: The Story of Benjamin Blake)
- 1942: Sechs Schicksale (Tales of Manhattan)
- 1942: Der Besessene von Tahiti (The Moon and Sixpence)
- 1942: Meine Frau, die Hexe (I Married a Witch)
- 1944: The Great Moment
- 1944: Sommerstürme (Summer Storm)
- 1944: Tagebuch einer Frau (Mrs. Parkington)
- 1945: Das Bildnis des Dorian Gray (The Picture of Dorian Gray)
- 1947: Verrückter Mittwoch (The Sin of Harold Diddlebock)
- 1947: Amber, die große Kurtisane (Forever Amber)
- 1948: Die Ungetreue (Unfaithfully Yours)
- 1949: Bride of Vegenance